# Otocrania pleuracantha
Otocrania pleuracantha är en insektsart som beskrevs av Ludwig Redtenbacher 1908. Otocrania pleuracantha ingår i släktet Otocrania, och familjen Phasmatidae. Arten förekommer i Brasilien. Inga underarter finns listade.